# Плисский сельсовет (Минская область)
Пли́сский сельсове́т (бел. Пліскі сельсавет) — административная единица на территории Смолевичского района Минской области Белоруссии. Административный центр — посёлок Октябрьский.

## География
Граничит с г. Смолевичи, Жодинским, Курганским и Пекалинским сельсоветами.

## Состав
Плисский сельсовет включает 15 населённых пунктов:
- Верх-Озеро — деревня.
- Демидова Жесть — деревня.
- Заречье — деревня.
- Лавля — деревня.
- Липки — деревня.
- Малые Липки — деревня.
- Октябрьский — посёлок.
- Осово — деревня.
- Пелика — посёлок.
- Плиса — деревня.
- Полевая — деревня.
- Присынок — деревня.
- Саковка — деревня.
- Центральный — посёлок.
- Черницкий — посёлок.